# گریگوری سردان
گریگوری سردان (انگلیسی: Grégory Cerdan؛ زادهٔ ۲۸ ژوئیهٔ ۱۹۸۲) بازیکن فوتبال اهل فرانسه است که در پست مدافع بازی می‌کند.
از باشگاه‌هایی که در آن بازی کرده‌است می‌توان به باشگاه فوتبال گنگام و باشگاه فوتبال لو مان اشاره کرد.